# 殷之浩
殷之浩（1914年—1994年4月27日），生於浙江省平陽縣（今苍南县金乡镇），是前北洋政府財政部次長殷汝驪之子，其么女為前台灣高速鐵路公司董事長殷琪。

## 生平概要
殷之浩1936年畢業於國立交通大學土木工程學院結構系，隨即進入隴海鐵路和川康公路管理局工作。1941年第二次世界大戰期間，他在四川省重慶市成立偉達營造廠；1945年二戰結束後改組成大陸工程公司，並於1949年隨國民黨遷移至臺灣。來臺後該公司自美國引進「預壘混凝土」、「灌漿基樁技術」等新式工法，並用以興建國立清華大學的水池式原子反應爐。
1963年起該公司配合政府的都市化政策，興建四層樓以上的連棟公寓住宅（如敦化南路上的光武新村），創下台灣營建史的先河。但是翌年立法院三讀通過《國軍退除役官兵輔導條例》，允許國營單位榮民工程事業管理處（簡稱榮工處）優先議價承辦公共工程。如此一來使得民間營造公司喪失參與公共建設的機會，引起殷之浩的不滿，時常在公開場合批評這項法令。後來該公司開始拓展海外事業，承包興建琉球、關島的美軍基地，也在沙烏地阿拉伯建造大樓。
除1973年10月完成圓山大飯店外，1974年起台灣推行十大建設，殷之浩率領該公司陸續建造中正國際機場（現稱桃園國際機場）航站大廈的地下結構、世界上單一跨度最大橋面面積的懸臂式預應力混凝土結構的中山高速公路圓山大橋等建設工程。後來他也回饋母校，投入新竹國立交通大學的建設工作。
1994年4月27日殷之浩與世長辭，享壽80歲。他的妻子是曾任東吳大學外文系副教授、國際筆會副會長的殷張蘭熙，兩人育有一男兩女，么女即為知名的女企業家、前台灣高速鐵路公司董事長殷琪。

## 頭銜與榮譽
- 世界不動產聯合會會長（FIABCI）
- 亞洲及太平洋地區不動產聯合會會長（FIABCI-AP）
- 中華民國不動產協進會會長（FIABCI-Taiwan）
- 中華民國建築投資商業同業公會會長
- 亞太營造工業聯合會會長
- 世界營造工業聯合會總會長
- 美國匹茲堡大學優異成就獎
- 國立交通大學名譽工學博士學位[3]
- 世界合成橡膠公會特殊貢獻獎

## 家庭
- 殷汝驪：父親
- 殷汝耕：叔父
- 殷張蘭熙：妻子
- 殷作和：長子
- 殷平：長女
- 殷琪：么女

## 紀念
- 國立交通大學光復校區的浩然圖書資訊中心[4]。